# Pasik és csajok
A Pasik és csajok (eredeti címe: Boys and Girls) egy 2000-es amerikai romantikus vígjáték, amelyet Robert Iscove rendezett. A produkció főszerepében Freddie Prinze Jr. és Claire Forlani. 
A film premierjét 2000. június 16-án mutatták be az Egyesült Államokban és Kanadában. Magyarországon szeptember 14-től volt látható a mozikban.

## Cselekmény
Jennifer és Ryan egy repülőgép fedélzetén találkoznak először, ahol feltűnően nem kedvelik egymást. Négy évvel később újra találkoznak, mikor Ryan a középiskolája kabalája, Jennifer pedig a bálkirálynő. Mikor a leesett kabalafejet Jennifer autója elgázolja, a lány próbálja jóvátenni, de Ryan elutasítja. 
Egy évvel később Ryan és Jennifer a Berkeley Egyetem hallgatói. Mindketten párkapcsolatban vannak, de szakítanak a párjukkal. Mikor Jennifer barátnőjéhez, Amyhez költözik, Ryan megismerkedik Amyvel, és összejönnek. Ryan és Jennifer lassan legjobb barátokká kovácsolódnak, Jennifer ráveszi a fiút, hogy hívja el randira Megant.
Mikor egy este Jennifer a szerelmi életén kesereg, Ryan megpróbálja megvigasztalni. Az este szerelmeskedéssel végződik, de másnap Jennifer eltaszítja magától Ryant, mert fél elköteleződni. Ryan megbántódik, és szerelmi bánatában szakít Megannal, majd visszavonul a tanulmányaiba.
Jennifer hónapokkal később lediplomázik, és Olaszországba készül utazni. Ryan találkozik vele, és bevallja a lánynak az érzéseit, de Jennifer ismét visszautasítja. A reptérre tartó buszon azonban a lány mégis rájön, hogy nem akarja itthagyni Ryant, ezért hazasiet, de Ryan már elindult a reptérre, hogy Los Angelesbe repüljön. Jennifer latinul bevallja Ryannek, hogy szereti, és a repülőgépen megcsókolják egymást.

## Szereplők
| Szerep                    | Színész            | Magyar hang    |
| ------------------------- | ------------------ | -------------- |
| Ryan Walker               | Freddie Prinze Jr. | Czvetkó Sándor |
| Jennifer Burrows          | Claire Forlani     | Tóth Ildikó    |
| Hunter / Steve            | Jason Biggs        | Boros Zoltán   |
| Amy                       | Amanda Detmer      | Zakariás Éva   |
| Betty                     | Alyson Hannigan    | n.a            |
| Katie                     | Monica Arnold      | n.a            |
| Megan                     | Heather Donahue    | n.a            |
| Jennifer Burrows fiatalon | Raquel Beaudene    | Molnár Ilona   |

## Fogadtatás

### Kritikai visszhang
A film gyengén szerepelt a kritikusok körében. A Rotten Tomatoeson 11%-os minősítést ért el 63 értékelés alapján, az összefoglaló szerint: „A Pasik és csajok olyan, mintha a Harry és Sally olcsó lenyúlása lenne. A kiszámítható és elcsépelt történet nem képes lekötni.” Kimberley Jones az Austin Chronicle-től azt írta: „Ez egy egyszerű romantikus vígjáték, de nincs benne elég szív vagy nevetés ahhoz, hogy működjön.” Monica Eng a Chicago Tribune-től azt írta: „Az egyik pillanatban még okos és friss, a másikban pedig ostoba.” Jonathan Rosenbaum a Chicago Readertől azt írta: „A szereposztás annyira bájos és magabiztos, hogy elfogadható meggyőződéssel hozza át a történet nagy részét.”
A MetaCritic 29 pontot adott a 100-ból 26 értékelés alapján. Chris Kaltenbach a Baltimore Suntól azt írta: „Hollywood két legvonzóbb fiatal színészének szórakoztató bemutatója.” Roger Ebert azt írta a filmről: „Nem arról van szó, hogy nem tetszik. Hanem, hogy nem érdekel.” Elizabeth Weitzman a New York Daily Linestól azt írta: „Szilárdan, lehangolóan a vonalakon belül marad.”

### Bevételi adatok
A Box Office Mojo szerint a film veszteséges volt. A stúdió 35 millió dollárt költött a filmre, amelyből 25 milliót tudhattak be bevételnek.